# Mijaíl Ledovskij
Mijaíl Ledovskij (en ruso: Михаи́л Ледовски́х; nacido el 8 de agosto de 1986) es un tenista profesional ruso, nacido en la ciudad de Almaty, Kazajistán.

## Carrera
Su mejor ranking individual es el N.º 151 alcanzado el 14 de abril de 2008, mientras que en dobles logró la posición 787 el 14 de mayo de 2007.
Ha logrado hasta el momento un título de la categoría ATP Challenger Tour, en el año 2007 cuando obtuvo el challenger Presient's Cup disputado en la ciudad kazaja de Astaná, derrotando en la final al alemán Björn Phau por 7–6, 7–3.

## Títulos; 1 (0 + 1)
| Leyenda                     | Individuales | Dobles |
| --------------------------- | ------------ | ------ |
| Grand Slam                  | 0            | 0      |
| ATP World Tour Finals       | 0            | 0      |
| ATP World Tour Másters 1000 | 0            | 0      |
| ATP World Tour 500 Series   | 0            | 0      |
| ATP World Tour 250 Series   | 0            | 0      |
| ATP Challenger Series       | 1            | 0      |

### Individuales
| N.º | Año  | Torneo               | Superficie | Oponentes en la final | Resultado |
| --- | ---- | -------------------- | ---------- | --------------------- | --------- |
| 1.  | 2007 | Challenger de Astaná | Dura       | Björn Phau            | 7-6, 7-3  |